# Svenska dialektmysterier
Svenska dialektmysterier är ett svenskt tv-program som handlar om svenska dialekter, med Fredrik Lindström som programledare och Marcos Hellberg som producent. SVT's filmfotograf Benjamin Jónsson (numera Sandvold) filmade bägge säsongerna. Programmet sändes första gången under våren 2006 och en andra omgång visades våren 2012. Programmet var till viss del en uppföljare till Lindströms tidigare språkprogram Värsta språket och fick priset för Årets infotainmentprogram vid tv-galan Kristallen 2006. 2012 utsågs programmet till Årets livsstilsprogram vid Kristallen 2012. 

## Avsnitt

### Första säsongen (2006)
1. Svenska dialekter (11 januari)
Dialekten som språkligt fenomen och introduktion till Sveriges dialekter.[5]
2. Norrländska (18 januari)
 Besök i Blattnicksele. Vi träffar fotbollsspelande ungdom och den pratglada expediten i klädbutiken Violas eftr, lär oss om tystlåtenhet och hur man skjuter en björn.
3. Skånska (25 januari)
Börjar kontinenten egentligen i Örkelljunga? Och varför skorrar man på r:en i Sydsverige? Även besök på Bornholm för att få höra hur östdanskan lät innan Sverige tog över.
4. Stockholmska (1 februari)
Hur pratar dagens Stockholmare? Är det som innefolket på Webbbyrån, som taxichaffisen vid Hornstull eller som tjejerna i Husby? Och vad hade vi tyckt om stockholmskan om den inte råkat bli huvudstadsdialekt?
5. Dalmål (8 februari)
 Vi åker från Stockholm till Lima. En resa på 50 mil och 500 år tillbaka i tiden. Men varför talar ungarna på fritidsgården i Leksand likadant som ungarna i Täby? Och varför är det så svårt att prata om Göran Persson på mål?
6. Göteborgska (15 februari)
Är göteborgaren glad eller spelar han bara glad för att tillfredsställa andra? Besök i Feskekörka och vi får svaret på varför alla heter Glenn i Göteborg.
7. Gnällbältet (22 februari)
Vad gör en dialekt gnällig? Och var gnäller man värst, i Örebro eller Eskilstuna? Vi möter Yvonne Ryding och tar reda på var gnällbältet egentligen slutar.
8. Östsvenska och gutniska (1 mars) 
Finns det svenska dialekter utanför Sverige? Vi besöker Finland och lär oss tala både österbottniska och högsvenska. I världens mest svenskspråkiga kommun Närpes träffar vi några unga rockare. Sen besök på Gotland där vi får veta hur man på Sveriges Radio ansåg att Tommy Wahlgren borde uttala Örebro.

### Andra säsongen (2012)
1. Värmländska (14 mars)
Fredrik Lindström passerar gränsen till det privata. Allt för att komma värmländskan in på livet. Det blir hemmafest i Munkfors och häng vid korvkiosken. Också besök i Östra Ämterviks kyrka där vi får en inblick i Selma Lagerlöfs berättartradition.[6][7][8]
2. Bohuslänska (21 mars)
Vilket samband finns mellan bohusfiskaren och Lidingöbraten? Varför har de samma i-ljud? Vi får även fiska hummer på Smögen och besöka en handelsbod på en folktom Smögenbrygga i december.
3. Blekingska (28 mars)
Fredrik Lindström har övertalat produktionen att göra ett program om Sveriges minst profilerade dialekt. Men i Örlogsstaden Karlskrona tar man det med ro. Här är mentaliteten densamma som när man var Sveriges tredje största stad för 300 år sen. Vi besöker även Listerlandet och Sweden Rock.
4. Överkalixmål (4 april)
 Vi försöker lära oss en av Sveriges mest obegripliga dialekter. På demensboendet i Överkalix frodas den emellertid. Och kommer Fredrik Lindström lyckas beställa ett smartphone-tillbehör på bondska.
5. Småländska (11 april)
På resa i Sveriges mest rediga landskap. Vi besöker Horda, ett samhälle utan varken affär eller bensinstation, men med tre kyrkor. Här träffar vi Alice Bah Kuhnke, hennes morfar och hans bror. De har alltid arbetat och arbetat hårt. De har tyat och liat. I hembygdsparken firas nationaldag med andliga sånger och man håller koll på folks släktled och vilka cyklar man hade på 40-talet.[9]
6. Uppländska (18 april)
I Uppland talas väl bara rikssvenska? Vi försöker hitta uppländskan i Uppsala och Knutby med blandad framgång. Men på Hållnäs finns den. Och på Gräsö  träffar vi två bröder som talar rena norrländskan, 15 mil från Stockholm.
7. Gotländska (25 april)
 Vad har gotik med Gotland att göra? Och varför låter Herrens bön så likartat på gutniska och östgotiska? Sen besök på en gård i När där vi får ta ett glas gottlandsdricka och sitta och bläddra i barn- och grisboken.
8. Rikssvenska (2 maj)
 Den vackraste svenskan talas på Stora torget i Nyköping. Men är att tala rikssvenska detsamma som att tala dialektfritt? Siw Malmkvist berättar om hur det är att vara dialektalt tvåspråkig.[10][11]